# Netelia leo
Netelia leo là một loài tò vò trong họ Ichneumonidae.